# الحلوة (الرين)
الحلوة بالرين، هي قرية من فئة (ب) تقع في محافظة الرين، والتابعة لمنطقة الرياض في السعودية. وتبعد الحلوة بالرين عن محافظة الرين بمسافة تقارب () كم.